# Gertjan Claes
Gertjan Claes (ur. 30 marca 1985 w Lier) – belgijski siatkarz, grający na pozycji przyjmującego, reprezentant Belgii. 

## Sukcesy klubowe
Mistrzostwo Belgii:
- 2013, 2014, 2015[2], 2016, 2017
- 2012
- 2005, 2006, 2007, 2008, 2009, 2010, 2018, 2019

Puchar Belgii:
- 2013[3], 2016, 2017

Superpuchar Belgii:
- 2013, 2014

## Sukcesy reprezentacyjne
Liga Europejska:
- 2013[4]